# Vlažne livade kod Marušića
Vlažne livade kod Marušića este o arie protejată (sit de importanță comunitară — SCI) din Croația întinsă pe o suprafață de 96,68 ha, integral pe uscat.

## Localizare
Centrul sitului Vlažne livade kod Marušića este situat la coordonatele 45°25′34″N 13°45′01″E / 45.425973°N 13.750392°E.

## Înființare
Situl Vlažne livade kod Marušića a fost declarat sit de importanță comunitară în iulie 2013 pentru a proteja 1 specie de animale.

## Biodiversitate
Situată în ecoregiunea mediteraneană, aria protejată nu include niciun habitat protejat.
La baza desemnării sitului se află o specie protejată de  nevertebrate: Coenonympha oedippus.